# Чебуръюган
Чебуръюган (устар. Чебур-Юган) — река в России, протекает по Октябрьскому району Ханты-Мансийского автономного округа. Длина реки составляет 48 км, площадь водосборного бассейна 531 км².
Начинается в болоте Бурдыгина, от истока течёт сначала на запад, потом поворачивает на север и сохраняет это направление до устья. Бассейн реки порос сосновым и берёзово-сосновым лесом. Устье реки находится в 30 км по правому берегу реки Нягыньюган напротив города Нягань.

## Притоки
Объекты перечислены по порядку от устья к истоку.
- 5 км: Пернаюган[5] (лв)
- 14 км: Ун-Даутъюган[6] (Ай-Даутъюган[5]) (пр)
- Горный[3] (лв)
- 23 км: Тоуръюган[3] (пр)
- 29 км: Ай-Чебуръюган[3] (лв)

## Данные водного реестра
По данным государственного водного реестра России относится к Нижнеобскому бассейновому округу, водохозяйственный участок реки — Обь от впадения Иртыша до впадения реки Северная Сосьва, речной подбассейн реки — бассейны притока Оби от Иртыша до впадения Северной Сосьвы. Речной бассейн реки — (Нижняя) Обь от впадения Иртыша.
Код объекта в государственном водном реестре — 15020100112115300019719.